# Venus in furs (The Velvet Underground)
Venus in furs is een nummer van de Amerikaanse experimentele rockgroep The Velvet Underground. Het is het vierde nummer van het album The Velvet Underground & Nico uit 1967.

## Achtergrond
Venus in furs werd geschreven door Lou Reed, geïnspireerd door de gelijknamige sadomasochistische novelle van Leopold von Sacher-Masoch, Venus in bont. Het was een van de eerste nummers in het repertoire van The Velvet Underground en werd samen met There she goes again en Heroin opgevoerd tijdens het debuutoptreden van de groep op 11 november 1965, te Summit High School. Tijdens de zoektocht naar een platencontract bleek Venus in furs te gewaagd voor Atlantic Records en Elektra Records. Het nummer werd uiteindelijk goedgekeurd door Verve Records.
De erotisch geladen tekst van Venus in furs wordt in een monotone toon opgezegd door Reed, die ook de gitaarpartij verzorgt. Aan het einde van het nummer is zijn ostrichgitaar te horen. De snerpende dronepartij van John Cale wordt gespeeld met een elektrische altviool. De beat van drummer Maureen Tucker bestaat uit twee slagen op de grote trom en één slag op de tamboerijn. Sterling Morrison, doorgaans gitarist, bespeelt de basgitaar. Op een akoestische demo uit 1965 wordt het nummer gezongen door Cale, in de stijl die vergelijkbaar is met Oudengelse volksliedjes.

## Bezetting
- Lou Reed - zang, gitaar, ostrichgitaar
- John Cale - elektrische altviool
- Sterling Morrison - basgitaar
- Maureen Tucker - tamboerijn, grote trom